# Höhere Bundeslehranstalt für Forstwirtschaft Bruck/Mur

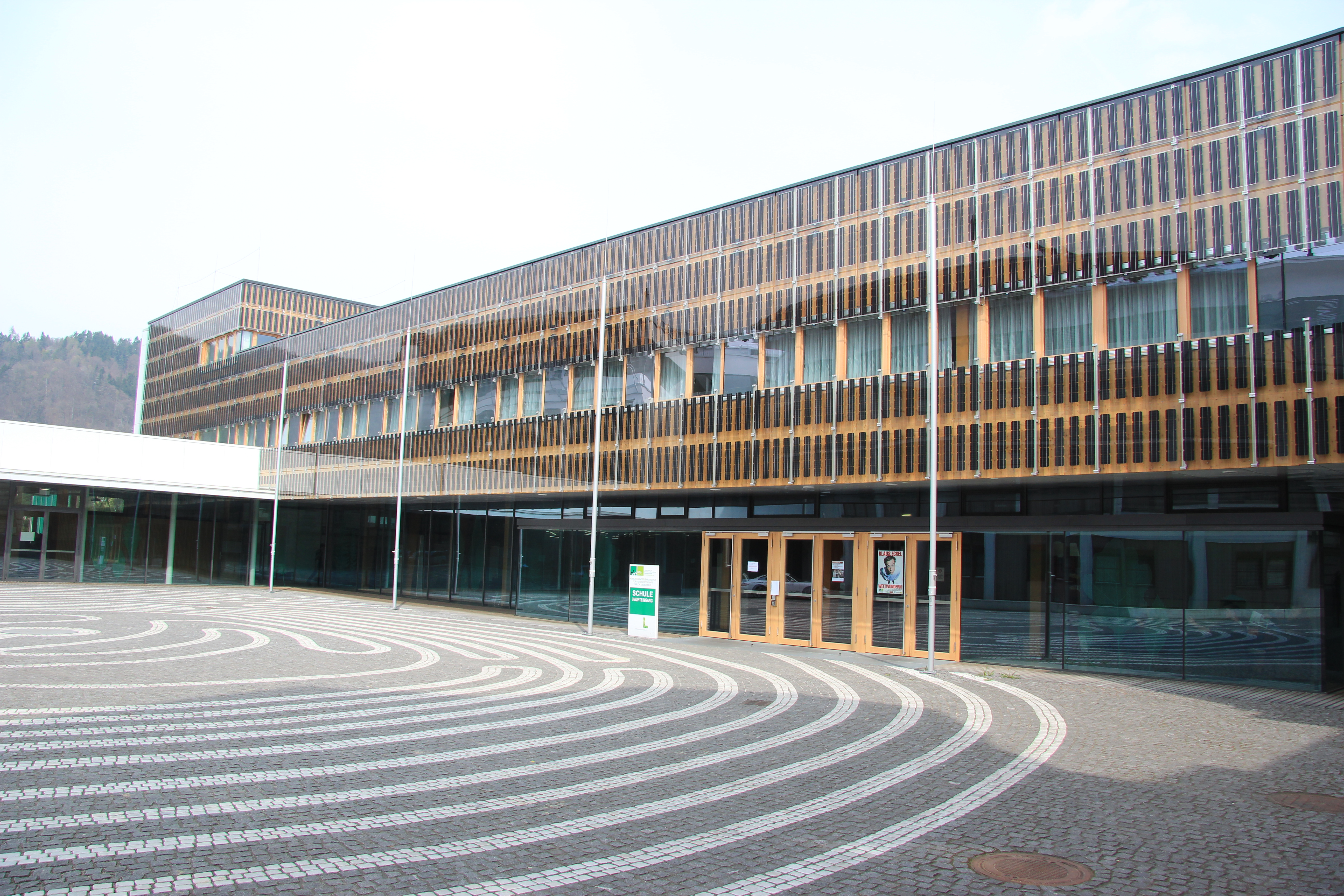
Neubauerweiterung der Schule

Die Höhere Bundeslehranstalt für Forstwirtschaft (HBLA f. Forstwirtschaft Bruck/Mur) befindet sich in Bruck an der Mur in der Steiermark. Sie ist die Ausbildungsstätte für Förster in Österreich und hat ein Schülerwohnheim. Das Schulgebäude aus dem Jahr 1900 steht seit 2012 unter Denkmalschutz.

## Geschichte
In der X. Generalversammlung des Steiermärkischen Forstvereins in Cilli, Celje im heutigen Slowenien, wurde 1892 mit dem Präsidenten Franz Graf Attems beschlossen, eine Forstlehranstalt für die österreichischen Alpenländer zu errichten. Da die Stadt Bruck an der Mur dafür eigens einen Baugrund und einen Teil des Stadtwaldes zur Verfügung stellte, entschied man sich 1898 für diesen Standort. Die Schule wurde am 3. Oktober 1900 als Höhere Forstlehranstalt für die österreichischen Alpenländer vom Landeshauptmann der Steiermark Edmund Graf Attems eröffnet. Schulerhalter war das Land Steiermark. Erster Direktor wurde Rudolf Jugoviz. 1909 wurde auf der Streblerwiese ein Forsthaus Erzherzog Johann errichtet, welches erhalten ist, und heute als Dienstwohnhaus genutzt wird. Im Ersten Weltkrieg wurde das Schulgebäude als Kaserne genutzt und für kriegsgeschädigte Personen eine Forstwarteschule eingerichtet. Im Mai und Juni 1919, beim Kärntner Abwehrkampf, beteiligte sich eine größere Zahl der Schüler an den Kampfhandlungen, weshalb in dieser Zeit der Unterricht eingestellt wurde. Zum 25-Jahre-Jubiläum wurde der Grundstein für den Bau eines Studentenheimes gelegt und 1929 wurde das Studentenheim Hubertushof eröffnet. Bei den Februarkämpfen 1934 besetzten Beteiligte des Schutzbundes das Studentenheim, während Beteiligte des sogenannten Schutzkorps der Vaterländischen Front das Schulgebäude besetzten, und es zu einem Feuergefecht kam. 1935, unter dem provisorischen Schulleiter Ernst Micke, wurde aus finanziellen Gründen des Landes Steiermark die Schule geschlossen. 1938, mit dem Anschluss Österreichs an Hitler-Deutschland wurde mit Direktor Hufnagl wieder eine Reichsforstschule eröffnet. 1940 wurde Hans Puzyr als Direktor bestellt. Im Zweiten Weltkrieg wurde 1943 die Schule geschlossen und ein Flak-Regiment bezog das Schulgebäude. Nach dem Krieg wurde die Schule trotz großen Schäden als Staatsförsterschule wieder begonnen. Da das Studentenheim von britischen Soldaten genutzt wurde, wohnten die Internatsschüler im Keller und im 2. Stock des Schulgebäudes.

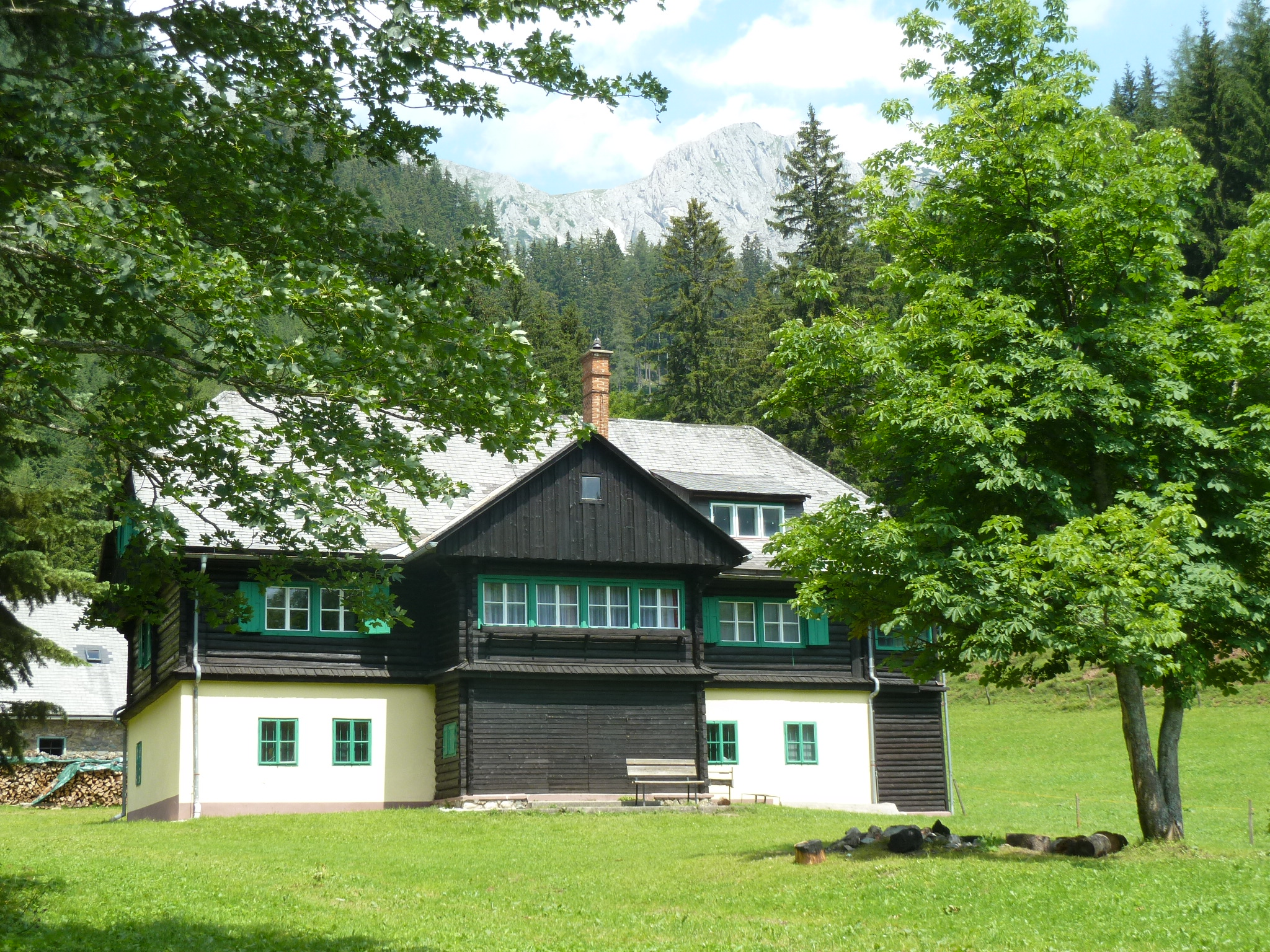
Der Bauernhof Lehrforst Lahnhube steht unter

1958 erhielt die Schule in Rötz in der Gemeinde Trofaiach den Lehrforst Lahnhube zur selbständigen Bewirtschaftung, womit für die Ausbildung der Förster ein Gebiet im Hochgebirge zur Verfügung stand.
Seit 1974 wird die Schule in der aktuellen Form als höhere berufsbildende Schule geführt. Seit 2005 ist die Schule die einzige Försterschule Österreichs.

## Ehemalige Lehrkräfte
- Adolf Grabner
- Rudolf Jugoviz
- Franz Kienzel
- Michael Kapplan
- Jörg Niederhammer
- Susanne Moser-Paar